# Temporada 1990-91 de los Houston Rockets
La temporada 1990-91 fue la vigésima de los Houston Rockets en su localización de Texas, y la vigesimocuarta en la NBA, tras haber jugado las cuatro primeras en San Diego (California). La temporada regular acabó con 52 victorias y 30 derrotas, ocupando el sexto puesto de la conferencia Oeste, clasificándose para los playoffs, en los que cayeron en primera ronda ante Los Angeles Lakers.

## Elecciones en elDraft
| Ronda | Puesto | Jugador      | Posición  | Nacionalidad   | Universidad |
| ----- | ------ | ------------ | --------- | -------------- | ----------- |
| 1     | 12     | Alec Kessler | Ala-Pívot | Estados Unidos | Georgia     |

## Temporada regular
| División Medio Oeste   | División Medio Oeste | División Medio Oeste | División Medio Oeste | División Medio Oeste | División Medio Oeste | División Medio Oeste | División Medio Oeste | División Medio Oeste |
| Equipo                 | G                    | P                    | %                    | PD                   | Casa                 | Fuera                | Div                  |                      |
| ---------------------- | -------------------- | -------------------- | -------------------- | -------------------- | -------------------- | -------------------- | -------------------- | -------------------- |
| y-San Antonio Spurs    | 55                   | 27                   | .671                 | —                    | 33–8                 | 22–19                | 20–8                 |                      |
| x-Utah Jazz            | 54                   | 28                   | .659                 | 1                    | 36–5                 | 18–23                | 21-7                 |                      |
| x-Houston Rockets      | 52                   | 30                   | .634                 | 3                    | 31-10                | 21–20                | 20-8                 |                      |
| Orlando Magic          | 31                   | 51                   | .378                 | 24                   | 24-17                | 7–34                 | 13–15                |                      |
| Minnesota Timberwolves | 29                   | 53                   | .354                 | 26                   | 21-20                | 8-33                 | 9-19                 |                      |
| Dallas Mavericks       | 28                   | 54                   | .341                 | 27                   | 20-21                | 8–33                 | 7-21                 |                      |
| Denver Nuggets         | 20                   | 62                   | .244                 | 35                   | 17-24                | 3-38                 | 8–20                 |                      |

## Playoffs

### Primera ronda
Los Angeles Lakers vs. Houston Rockets 
| Fecha       | Partido                                    | Ciudad      |
| ----------- | ------------------------------------------ | ----------- |
| 25 de abril | Los Angeles Lakers 94, Houston Rockets 92  | Los Angeles |
| 27 de abril | Los Angeles Lakers 109, Houston Rockets 98 | Los Angeles |
| 30 de abril | Houston Rockets 90, Los Angeles Lakers 94  | Houston     |
|             | Los Angeles Lakers gana las series 3-0     |             |

## Estadísticas

### Temporada regular
| Rk | Jugador            | Edad | P  | PT | MP   | TC  | TCI  | %TC  | T3  | T3I | %T3  | TL  | TLI | %TL  | RO  | RD  | RT   | AS  | RB  | TAP | BP  | FP  | PTS  |
| -- | ------------------ | ---- | -- | -- | ---- | --- | ---- | ---- | --- | --- | ---- | --- | --- | ---- | --- | --- | ---- | --- | --- | --- | --- | --- | ---- |
| 1  | Otis Thorpe        | 28   | 82 | 82 | 37.1 | 6.7 | 12.0 | .556 | 0.0 | 0.1 | .429 | 4.1 | 5.9 | .696 | 3.5 | 6.8 | 10.3 | 2.4 | 0.9 | 0.2 | 2.6 | 3.4 | 17.5 |
| 2  | Hakeem Olajuwon    | 28   | 56 | 50 | 36.8 | 8.7 | 17.1 | .508 | 0.0 | 0.1 | .000 | 3.8 | 4.9 | .769 | 3.9 | 9.8 | 13.8 | 2.3 | 2.2 | 3.9 | 3.1 | 3.9 | 21.2 |
| 3  | Vernon Maxwell     | 25   | 82 | 79 | 35.0 | 6.1 | 15.2 | .404 | 2.1 | 6.2 | .337 | 2.6 | 3.6 | .733 | 0.5 | 2.4 | 2.9  | 3.7 | 1.5 | 0.2 | 2.1 | 2.2 | 17.0 |
| 4  | Kenny Smith        | 25   | 78 | 78 | 34.6 | 6.7 | 12.9 | .520 | 0.6 | 1.7 | .363 | 3.7 | 4.4 | .844 | 0.5 | 1.6 | 2.1  | 7.1 | 1.4 | 0.1 | 3.0 | 1.7 | 17.7 |
| 5  | Buck Johnson       | 27   | 73 | 70 | 31.2 | 5.7 | 12.0 | .477 | 0.0 | 0.2 | .133 | 2.2 | 3.0 | .727 | 1.5 | 3.0 | 4.5  | 1.9 | 1.1 | 0.6 | 1.7 | 3.3 | 13.6 |
| 6  | Larry Smith        | 33   | 81 | 28 | 23.7 | 1.6 | 3.2  | .487 | 0.0 | 0.0 |      | 0.1 | 0.6 | .240 | 3.7 | 5.0 | 8.8  | 1.1 | 1.0 | 0.3 | 1.1 | 3.3 | 3.3  |
| 7  | Sleepy Floyd       | 30   | 82 | 4  | 22.6 | 4.7 | 11.5 | .411 | 0.6 | 2.1 | .273 | 2.3 | 3.0 | .752 | 0.6 | 1.3 | 1.9  | 3.9 | 1.2 | 0.2 | 1.7 | 1.5 | 12.3 |
| 8  | David Wood         | 26   | 82 | 13 | 17.3 | 1.8 | 4.3  | .424 | 0.3 | 1.1 | .311 | 1.3 | 1.6 | .812 | 1.3 | 1.7 | 3.0  | 1.1 | 0.7 | 0.2 | 1.1 | 2.9 | 5.3  |
| 9  | Mike Woodson       | 32   | 11 | 3  | 11.4 | 1.9 | 4.9  | .389 | 0.1 | 0.5 | .167 | 0.9 | 1.1 | .833 | 0.2 | 0.8 | 1.0  | 0.9 | 0.5 | 0.4 | 0.6 | 1.0 | 4.8  |
| 10 | Kennard Winchester | 24   | 64 | 1  | 9.5  | 1.5 | 3.8  | .400 | 0.1 | 0.3 | .400 | 0.5 | 0.7 | .778 | 0.5 | 0.5 | 1.0  | 0.4 | 0.3 | 0.2 | 0.5 | 1.1 | 3.7  |
| 11 | Adrian Caldwell    | 24   | 42 | 0  | 8.2  | 0.8 | 2.0  | .422 | 0.0 | 0.0 | .000 | 0.2 | 0.4 | .412 | 1.0 | 1.4 | 2.4  | 0.2 | 0.5 | 0.2 | 0.7 | 0.8 | 1.8  |
| 12 | Dave Feitl         | 28   | 52 | 2  | 7.2  | 1.0 | 2.7  | .371 | 0.0 | 0.1 | .000 | 0.6 | 0.8 | .750 | 0.6 | 1.4 | 1.9  | 0.2 | 0.1 | 0.2 | 0.5 | 1.0 | 2.6  |
| 13 | Dave Jamerson      | 23   | 37 | 0  | 5.5  | 1.2 | 3.1  | .381 | 0.1 | 0.5 | .263 | 0.6 | 0.7 | .815 | 0.2 | 0.6 | 0.8  | 0.7 | 0.2 | 0.0 | 0.5 | 0.6 | 3.1  |
| 14 | Matt Bullard       | 23   | 18 | 0  | 3.5  | 0.8 | 1.7  | .452 | 0.0 | 0.2 | .000 | 0.6 | 0.9 | .647 | 0.3 | 0.4 | 0.8  | 0.1 | 0.2 | 0.0 | 0.2 | 0.6 | 2.2  |

### Playoffs
| Rk | Jugador         | Edad | P | PT | MP   | TC  | TCI  | %TC  | T3  | T3I | %T3   | TL  | TLI | %TL   | RO  | RD   | RT   | AS  | RB  | TAP | BP  | FP  | PTS  |
| -- | --------------- | ---- | - | -- | ---- | --- | ---- | ---- | --- | --- | ----- | --- | --- | ----- | --- | ---- | ---- | --- | --- | --- | --- | --- | ---- |
| 1  | Hakeem Olajuwon | 28   | 3 | 3  | 43.0 | 8.7 | 15.0 | .578 | 0.0 | 0.3 | .000  | 4.7 | 5.7 | .824  | 4.0 | 10.7 | 14.7 | 2.0 | 1.3 | 2.7 | 2.7 | 3.7 | 22.0 |
| 2  | Otis Thorpe     | 28   | 3 | 3  | 38.7 | 7.3 | 12.7 | .579 | 0.0 | 0.0 |       | 1.0 | 2.0 | .500  | 2.3 | 6.0  | 8.3  | 2.7 | 0.7 | 0.0 | 2.0 | 2.7 | 15.7 |
| 3  | Vernon Maxwell  | 25   | 3 | 3  | 37.7 | 7.7 | 18.7 | .411 | 3.0 | 9.0 | .333  | 0.3 | 0.7 | .500  | 0.3 | 2.3  | 2.7  | 3.0 | 0.7 | 0.3 | 2.3 | 2.7 | 18.7 |
| 4  | Kenny Smith     | 25   | 3 | 3  | 37.7 | 6.0 | 12.7 | .474 | 0.7 | 1.3 | .500  | 2.7 | 3.0 | .889  | 1.3 | 1.3  | 2.7  | 8.0 | 1.3 | 0.3 | 2.0 | 1.7 | 15.3 |
| 5  | Buck Johnson    | 27   | 3 | 3  | 28.7 | 3.3 | 9.3  | .357 | 0.0 | 0.0 |       | 1.3 | 1.3 | 1.000 | 1.3 | 3.3  | 4.7  | 2.7 | 0.7 | 0.3 | 1.7 | 4.3 | 8.0  |
| 6  | Larry Smith     | 33   | 3 | 0  | 19.0 | 0.3 | 1.3  | .250 | 0.0 | 0.3 | .000  | 0.0 | 0.3 | .000  | 2.0 | 2.3  | 4.3  | 1.3 | 0.3 | 0.3 | 0.7 | 3.7 | 0.7  |
| 7  | David Wood      | 26   | 3 | 0  | 14.7 | 0.7 | 1.0  | .667 | 0.3 | 0.3 | 1.000 | 0.7 | 1.3 | .500  | 0.3 | 1.3  | 1.7  | 1.0 | 1.0 | 0.0 | 0.3 | 2.7 | 2.3  |
| 8  | Sleepy Floyd    | 30   | 3 | 0  | 13.7 | 2.7 | 8.0  | .333 | 0.0 | 1.3 | .000  | 0.0 | 0.0 |       | 0.0 | 0.7  | 0.7  | 2.3 | 0.7 | 0.3 | 2.3 | 1.3 | 5.3  |
| 9  | Dave Jamerson   | 23   | 2 | 0  | 10.5 | 2.5 | 6.5  | .385 | 0.0 | 0.5 | .000  | 3.0 | 3.0 | 1.000 | 0.5 | 1.0  | 1.5  | 2.0 | 0.5 | 0.0 | 0.5 | 2.0 | 8.0  |

## Galardones y récords
| Jugador/Entrenador | Galardón                                                            |
| Akeem Olajuwon     | 3er Mejor quinteto de la NBA 2.º Mejor quinteto defensivo de la NBA |
| Don Chaney         | Entrenador del Año de la NBA                                        |